# Пікваннок Тауншип (Нью-Джерсі)
Пікваннок Тауншип (англ. Pequannock Township) — селище (англ. township) в США, в окрузі Морріс штату Нью-Джерсі. Населення — 15 571 особа (2020).

## Демографія
Згідно з переписом 2010 року, у селищі мешкало 15 540 осіб у 6471 домогосподарстві у складі 3986 родин. Було 6794 помешкання
Расовий склад населення:
| - 95,8 % — білих - 1,9 % — азіатів - 0,5 % — чорних або афроамериканців - 0,1 % — корінних американців |

До двох чи більше рас належало 0,8 %. Частка іспаномовних становила 4,5 % від усіх жителів.
За віковим діапазоном населення розподілялося таким чином: 21,5 % — особи молодші 18 років, 53,6 % — особи у віці 18—64 років, 24,9 % — особи у віці 65 років та старші. Медіана віку мешканця становила 46,2 року. На 100 осіб жіночої статі у селищі припадало 85,2 чоловіків;  на 100 жінок у віці від 18 років та старших — 81,3 чоловіків також старших 18 років.
Середній дохід на одне домашнє господарство  становив 103 990 доларів США (медіана — 87 464), а середній дохід на одну сім'ю — 128 975 доларів (медіана — 111 359). Медіана доходів становила 68 378 доларів для чоловіків та 54 221 долар для жінок. За межею бідності перебувало 3,0 % осіб, у тому числі 2,6 % дітей у віці до 18 років та 3,2 % осіб у віці 65 років та старших.
Цивільне працевлаштоване населення становило 7671 осіб. Основні галузі зайнятості: освіта, охорона здоров'я та соціальна допомога — 28,4 %, роздрібна торгівля — 13,2 %, науковці, спеціалісти, менеджери — 10,9 %, мистецтво, розваги та відпочинок — 8,9 %.